# Lüchinger + Schmid
Die Lüchinger + Schmid AG, Eier & Eiprodukte mit Sitz in Kloten ist ein Schweizer Handels- und Produktionsunternehmen für Eier, Ei-Produkte, gekühlte Frischprodukte und Tiefkühlprodukte. Darüber hinaus ist das Unternehmen mit 85 Kühl- und Tiefkühlfahrzeuge auch als Insourcingpartner in der Absatzlogistik tätig und führt für Drittunternehmen einen gesamtschweizerischen Vertrieb durch. Das Unternehmen beschäftigt rund 230 Mitarbeiter und erzielte 2008 einen Umsatz von 175 Millionen Schweizer Franken. Es ist im Besitz des Migros-Genossenschafts-Bundes und Teil der Micarna-Gruppe.

## Geschichte
Die Wurzeln des Unternehmens gehen bis auf die Jahre 1891 bzw. 1915 zurück, als die Gründergeneration erstmals unter den Namen Lüchinger und Schmid als Händler am Markt auftraten. 1938 wurde die Kollektivgesellschaft Lüchinger & Co. in eine Aktiengesellschaft umgewandelt. 1969 folgte die Umwandlung der Kollektivgesellschaft Schmid & Co. in die Aktiengesellschaft Eierschmid AG. 1992 gingen die Lüchinger AG und die Eierschmid AG zusammen und bilden die Lüchinger + Schmid AG. Zur Optimierung der Organisation führte das neue Unternehmen verschiedene Verkaufsstandorte zusammen und konzentrierte die Produktion in Kloten. 2000 gründete es die Orofrais SA mit Sitz in Bussigny als Distributionsorganisation für die Romandie. 2003 übernahm es die Proei AG und gliederte als Färbeaktivitäten in die Eicolor AG aus. 2004 nahm Lüchinger + Schmid unter der Marke Ovotop die Herstellung von Eiprodukten in Kleingebinden auf, in den darauf folgenden Jahren weitere Angebote hinzu.
Am 18. März 2010 zeigte die Sendung 10vor10 des Schweizer Fernsehens mit dem Beitrag Faule Absprachen im Eierhandel zum ersten Mal das System der «Schutzgeldzahlungen» rund um die Firma Lüchinger + Schmid AG auf. Am 25. Januar 2011 warf die Sendung Kassensturz der Firma unseriöse Geschäfte vor. Demnach könnten Bauern ihre Futterlieferanten nicht frei wählen, während diese wiederum dem Eierhändler Schmiergeld bezahlen müssten. Im Zusammenhang mit den Vorwürfen fand am 27. Juni 2012 am Handelsgericht Zürich unter der Geschäftsnummer HG100154/Z01 eine Zeugenanhörung statt.
2012 übernahm Lüchinger + Schmid den Eierhändler Hungerbühler AG und ist seither der bedeutendste Eierhändler der Schweiz, insbesondere in den Bereichen Flüssigei/Eiprodukte und Import-Eier und Eiprodukte. Im Rahmen einer Nachfolgeregelung wurde Lüchinger + Schmid im Jahr 2015 ein Tochterunternehmen der damals zum Migros-Genossenschaftsbund (MGB) gehörenden Saviva. Während die Saviva 2017 den Handelsteil integrierte, sind Produktion und Verarbeitung seither Teil der Micarna-Gruppe, die ebenfalls dem MGB gehört.
Die Eierlieferanten werden seit 2014 vom Kontrolldienst STS kontrolliert. 2024 wurde bekannt, dass Lüchinger & Schmid den Hauptstandort in Kloten verlassen muss und in Oberbuchsiten einen Neubau plant. Die entsprechende Baubewilligung hat die Gemeinde Oberbuchsiten am 20. November 2024 erteilt. Die neue Eierproduktionsstätte werde voraussichtlich ab Ende 2026 in Betrieb sein. Daneben wird auch ein  Sortier- und Färbebetrieb in Flawil betrieben.